# Dennis A. Wicker

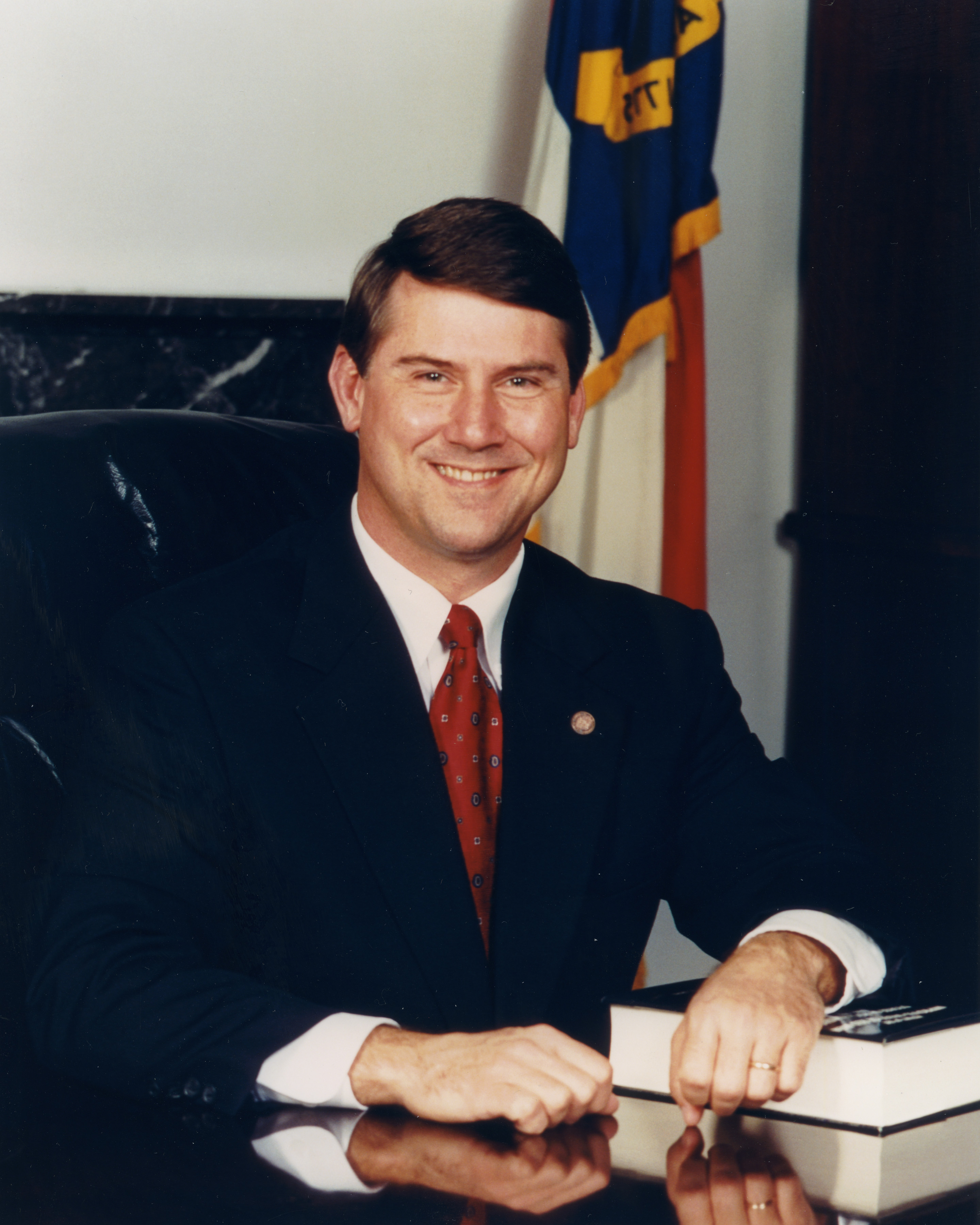
Dennis A. Wicker

Dennis A. Wicker (* 14. Juni 1952 in Sanford, Lee County, North Carolina) ist ein US-amerikanischer Politiker. Zwischen 1993 und 2001 war er Vizegouverneur des Bundesstaates North Carolina.

## Werdegang
Nach einem Jurastudium und seiner Zulassung als Rechtsanwalt begann Dennis Wicker in diesem Beruf zu arbeiten. Gleichzeitig schlug er als Mitglied der Demokratischen Partei eine politische Laufbahn ein. Zwischen 1981 und 1993 saß er als Abgeordneter im Repräsentantenhaus von North Carolina. 1992 wurde er an der Seite von Jim Hunt zum Vizegouverneur seines Staates gewählt. Dieses Amt bekleidete er nach einer Wiederwahl zwischen 1993 und 2001. Dabei war er Stellvertreter des Gouverneurs und Vorsitzender des Staatssenats. Gleichzeitig fungierte er als Vorsitzender des State Board of Community Colleges, das die Richtlinien für die 58 Standorte des North Carolina Community College System festlegt. Er war zudem Mitglied im Bildungsausschuss und im Ausschuss für Wirtschaftsentwicklung seines Staates. Im Jahr 2000 scheiterte er in den Gouverneursvorwahlen seiner Partei.
Nach dem Ende seiner Zeit als Vizegouverneur praktizierte Dennis Wicker wieder als Anwalt in verschiedenen Kanzleien. Außerdem arbeitete er für verschiedene Firmen, darunter die Coca-Cola Bottling Co. Heute leitet er die Niederlassung der Anwalts- und Lobbyfirma Nelson Mullins Riley & Scarborough LLP in Raleigh.